# WEVZA Cup
La WEVZA Cup è una competizione pallavolistica per squadre di club femminili afferenti alla WEVZA, organizzata con cadenza annuale dalla WEVZA.

## Edizioni
| Edizione      | Edizione      | Podio      | Podio      | Podio     |
| Anno          | Organizzatore | Campione   | Seconda    | Terza     |
| ------------- | ------------- | ---------- | ---------- | --------- |
| 2022 Dettagli | Chieri        | Chieri '76 | RC Cannes  | Wiesbaden |
| 2023 Dettagli | Novara        | AGIL       | Vilsbiburg | Academy   |
| 2024 Dettagli | Roma          | Roma Club  | Heidelberg | Béziers   |

## Palmarès per club
| Squadra    | Titolo | Edizione |
| ---------- | ------ | -------- |
| Chieri '76 | 1      | 2022     |
| AGIL       | 1      | 2023     |
| Roma Club  | 1      | 2024     |

## Palmarès per nazioni
| Nazione | Titolo |
| ------- | ------ |
| Italia  | 3      |